# Stazione di Fukae (Hyōgo)
La stazione di Fukae (深江駅?, Fukae-eki) è una fermata ferroviaria della città di Kōbe nella prefettura di Hyōgo in Giappone, situata nel quartiere di Higashinada-ku. Dista 20,2 km ferroviari dal capolinea di Umeda.

## Linee
Ferrovie Hanshin
■ Linea principale Hanshin

## Struttura
La fermata è situata in superficie, con due marciapiedi laterali e due binari passanti in superficie. Il fabbricato viaggiatori è situato sotto il piano binari, e collegato ad essi da scale fisse.
La stazione in futuro verrà spostata su una struttura in viadotto. 
| 1 | ■ Linea principale Hanshin | per Amagasaki, Umeda, Ōsaka Namba e Kintetsu Nara |
| 2 | ■ Linea principale Hanshin | per Uozaki, Sannomiya, Akashi e Himeji            |

## Stazioni adiacenti
| «                        | Servizio                                     | »                        |
| Linea principale Hanshin | Linea principale Hanshin                     | Linea principale Hanshin |
| ------------------------ | -------------------------------------------- | ------------------------ |
| Ashiya                   | Locale Esp. lim. sezionale                   | Ōgi                      |
| Transito                 | Espr. rapido Esp. limitato Esp. lim. diretto | Transito                 |